# Hydrocotyle acutifolia
Hydrocotyle acutifolia là một loài thực vật có hoa trong Họ Cuồng. Loài này được Ruiz & Pav. mô tả khoa học đầu tiên năm 1802.